# Идланд, Каспер
Каспер Идланд (норв. Kasper Idland; 21 июня 1918, Саннес — 25 мая 1968, Хантингтон) — член Норвежского сопротивления во время Второй мировой войны.

## Детство и школьные годы
Каспер Идланд родился в небольшой деревне в коммуне Санднес на юге Норвегии. Второй из семи детей Карстена и Гудрун Берг Идландов. В 1937 году, после трёх с половиной лет обучения в армейской школе получил звание сержанта. Затем обучался в школе почтовых работников, по окончании которой работал в почтовом отделении в Ставангере.

## Вторая мировая война
В 1940 году, когда Норвегия была захвачена нацистской Германией, Идланд вступил в норвежские вооружённые силы и участвовал в боях при Дирдале — части операции «Везерюбунг». Недалеко от деревни Мадлы Каспер был взят в плен немцами, но позднее был освобожден.

### Рота Линге
В сентябре 1941 года Идланд перебрался на лодке в Шотландию и вскоре вступил в ряды 1-й отдельной норвежской роты. В декабре 1941 года Идланд в составе Британских коммандос участвовал в боевой операции в Рейне (коммуна Москенес).

### Атака на Веморк

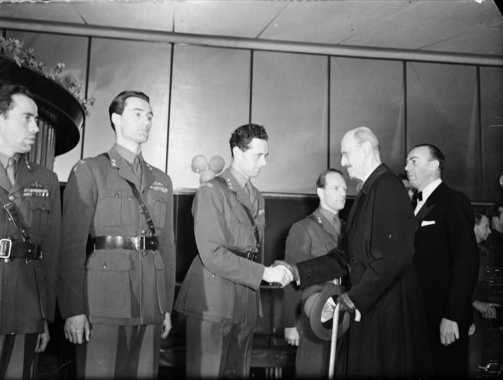
Премьера документального фильма «Битва за тяжёлую воду» 5 февраля 1948 года. Слева направо: Кнут Хаукелид, Иоахим Рённеберг, Йенс-Антон Поульссон (пожимает руку королю Хокону VII, Каспер Идланд)

В 1943 году Идланд участвовал в атаке норвежских диверсантов на Веморк — двух операциях, проведённых с целью уничтожения тяжёлой воды. Операции проводились для предотвращения ядерной программы немецкого энергетического проекта по производству тяжёлой воды (окись дейтерия), которая могла быть использована для производства ядерного оружия. После выполнения задания Каспер, вместе с четырьмя другими членами группы, бежал на лыжах в Швецию.

### Vestige 4
С 1944 по 1945 Идланд принимал активное участие в группе сопротивления Vestige 4. Основной целью группы был саботаж военных кораблей, однако группа Идланда так и не осуществила ни одного саботажа.. В составе этой же группы он участвовал в поджоге военного лагеря в Бьеркрайме в январе 1945 года.

### Varg
С марта 1945 года Идланд участвовал в создании базы Varg в области Сетесдаль. Идланд руководил группой сопротивления, штабом которой был горный приют под названием Langelona. С самолётов группе сбрасывали в контейнерах всё необходимое снаряжение. На момент окончания войны численность группы была крайне невелика.

## После войны
После войны Каспер Идланд жил в Ставангере до 1955 года, после чего он переехал в США, где проживал в Хантингтоне, штат Нью-Йорк до самой смерти 25 мая 1968 года.
В 1995 году в родной деревне Идланда был открыт мемориал в его честь.

## Награды
- Медаль святого Олафа с дубовой ветвью
- Военная медаль
- Медаль Обороны 1940—1945 с розеткой
- Медаль 70-летнего юбилея короля Хокона VII
- Военный крест (Великобритания)
- Орден Почётного легиона (Франция)
- Военный крест 1939–1945[фр.] (Франция)
- Медаль Свободы (с бронзовой пальмовой ветвью) (США)